# San Juan Jabloteh Football Club
El San Juan Jabloteh Football Club és un club de futbol de Trinitat i Tobago de la ciutat de San Juan. Disputa els seus partits al Hasely Crawford Stadium de Port of Spain.

## Història
El club va ser fundat el 1974. El club ingressà a la lliga semiprofessional i posteriorment fou membre fundador de la lliga professional. És el club amb més títols a l'era professional del país amb 4 lligues a data de 2009.

## Palmarès
- Lliga de Trinitat i Tobago de futbol:[1]
  - 2002, 2003, 2007, 2008
- Copa de Trinitat i Tobago de futbol:[2]
  - 1998, 2005
- Copa FCB de Trinitat i Tobago de futbol:[2]
  - 2000, 2003
- Pro League Big Six:[2]
  - 2006, 2008
- Pro Bowl de Trinitat i Tobago:[2]
  - 2003, 2005, 2006
- Toyota Classic de Trinitat i Tobago:[2]
  - 2008
- Copa de la CFU de clubs de futbol:
  - 2003

## Futbolistes destacats
| - Marvin Andrews (1995-1996) - Ansil Elcock (2001-2002) - Cyd Gray (2001-2008) - Cornell Glen (2002-2004, 2007) - Khaleem Hyland (2007-2008) - Kelvin Jack (2001-2004) | - Josh Johnson (2000-2006) - Collin Samuel (2000-2002) - Jason Scotland (1996-1998) - Aurtis Whitley (1998-2007) - Anthony Wolfe (2006) |